# Kit Symons
Kit Symons, właśc. Christopher Jeremiah Symons (ur. 8 marca 1971 w Basingstoke) – walijski piłkarz występujący na pozycji obrońcy oraz trener.

## Kariera klubowa
Symons zawodową karierę rozpoczynał w 1988 roku w angielskim klubie Portsmouth z Division Two. Przez pierwsze 3 sezony był tam graczem rezerwowym. Podstawowym zawodnikiem składu Portsmouth stał się od sezonu 1991/1992. Od następnego rozpoczął z zespołem starty w Division One, będącym następcą Division Two jako drugiego poziomu rozgrywek. W Portsmouth spędził 7 lat.
W 1995 roku odszedł do Manchesteru City z Premier League. W tych rozgrywkach zadebiutował 19 sierpnia 1995 roku w zremisowanym 1:1 pojedynku z Manchesterem United. W 1996 roku spadł z zespołem do Division One. W Manchesterze grał jeszcze przez 2 lata.
W 1998 roku Symons przeszedł do Fulham, także grającego w Division One. W 2001 roku awansował z nim do Premier League. Pod koniec tego samego roku odszedł do Crystal Palace z Division One. W 2004 roku awansował z nim do Premier League. W 2005 roku, po spadku Crystal Palace do Division One, zakończył karierę.

## Kariera reprezentacyjna
W reprezentacji Walii Symons zadebiutował 19 lutego 1992 roku w wygranym 1:0 towarzyskim meczu z Irlandią. W latach 1992–2004 w drużynie narodowej rozegrał w sumie 37 spotkań i zdobył 2 bramki.

## Kariera trenerska
Po zakończeniu kariery piłkarskiej Symons został trenerem. W latach 2003 oraz 2007 był tymczasowym szkoleniowcem Crystal Palace.